# Роминаші (комуна)
Роминаші (рум. Românași) — комуна у повіті Селаж в Румунії. До складу комуни входять такі села (дані про населення за 2002 рік):
- Кікіша (253 особи)
- Пеуша (551 особа)
- Поарта-Селажулуй (433 особи)
- Роминаші (951 особа) — адміністративний центр комуни
- Роміта (298 осіб)
- Чумерна (507 осіб)

Комуна розташована на відстані 373 км на північний захід від Бухареста, 12 км на південний схід від Залеу, 48 км на північний захід від Клуж-Напоки.

## Населення
За даними перепису населення 2002 року у комуні проживали 2993 особи.
Національний склад населення комуни:
| Національність | Кількість осіб | Відсоток |
| -------------- | -------------- | -------- |
| румуни         | 2649           | 88,5%    |
| цигани         | 335            | 11,2%    |
| угорці         | 5              | 0,2%     |
| німці          | 3              | 0,1%     |
| болгари        | 1              | < 0,1%   |

Рідною мовою назвали:
| Мова       | Кількість осіб | Відсоток |
| ---------- | -------------- | -------- |
| румунська  | 2862           | 95,6%    |
| циганська  | 126            | 4,2%     |
| угорська   | 4              | 0,1%     |
| болгарська | 1              | < 0,1%   |

Склад населення комуни за віросповіданням:
| Релігія        | Кількість осіб | Відсоток |
| -------------- | -------------- | -------- |
| православні    | 2569           | 85,8%    |
| п'ятдесятники  | 278            | 9,3%     |
| баптисти       | 77             | 2,6%     |
| не релігійні   | 18             | 0,6%     |
| реформати      | 5              | 0,2%     |
| римо-католики  | 3              | 0,1%     |
| греко-католики | 3              | 0,1%     |